# Bartolomeo Carrea
Bartolomeo Carrea (Gavi, 29 marzo 1764 – Genova, 8 gennaio 1839) è stato uno scultore italiano, attivo in Liguria e nell'Oltregiogo genovese nei primi decenni dell'Ottocento.

## Biografia
Nacque nel 1764 a Gavi, oggi in provincia di Alessandria ma allora parte della Repubblica di Genova, da una famiglia di contadini della cascina Centuriona, di proprietà dei marchesi Cambiaso. Mostrò precocemente attitudini artistiche e grazie all'interessamento degli stessi Cambiaso poté studiare scultura presso l'Accademia ligustica di belle arti di Genova sotto la guida di Nicolò Traverso, e presso la stessa accademia fu docente a partire dal marzo del 1800, quando aderì all'invito di insegnarvi gratuitamente, a causa delle difficoltà economiche della stessa. Proseguì la sua carriera di docente nell'ambito dell'accademia, della quale fu "Accademico di merito" per la scultura dal 1802 al 1808 e "custode" dal 1824 fino alla morte.
Sposò la pittrice Rosa Bacigalupo, assai più giovane di lui, figlia del pittore Giuseppe Bacigalupo e apprezzata ritrattista. Morto a Genova nel 1839, è sepolto nel santuario di Nostra Signora di Loreto, nel quartiere genovese di Oregina.

## Considerazioni artistiche

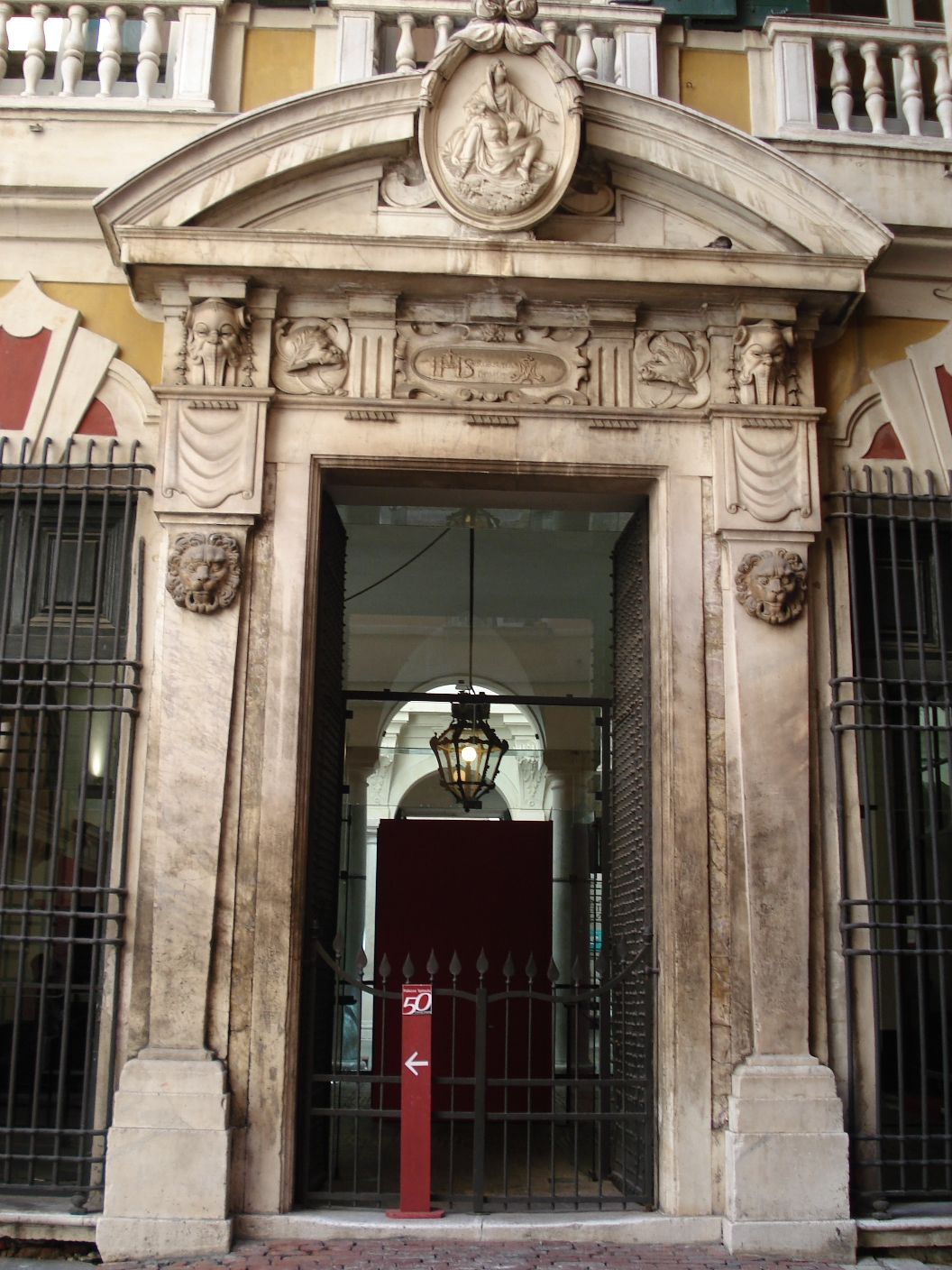
Portale di palazzo Spinola di Pellicceria, sormontato dal medaglione con la Pietà

Attivo nel periodo di transizione dal barocco al neoclassico appare incerto nella scelta stilistica e nelle sue opere si mescolano elementi di entrambi gli stili, con risultati peraltro piuttosto mediocri, a giudizio della critica. Si dedicò soprattutto a sculture decorative, quali bassorilievi e decorazioni plastiche di chiese e palazzi. Ritenuto dalla critica un artista dalla personalità poco definita, lavorò spesso insieme ad altri scultori, e resta spesso difficile distinguere nelle sue opere la sua mano da quella dei collaboratori.
Come riferito dall'Alizeri, collaborò anche con il suo maestro Traverso nella preparazione degli addobbi trionfali in occasione della visita a Genova di Napoleone Bonaparte nel 1805. Lo stesso Alizeri riporta che nel 1815 contribuì alla realizzazione degli addobbi in onore del re di Sardegna Vittorio Emanuele I, con una statua allegorica del Fiume Po per una fontana disegnata da Carlo Barabino e collocata in largo della Zecca.
È noto anche per le sue sculture lignee di soggetto religioso, quasi tutte conservate in chiese e oratori dell'Oltregiogo, commissionate da confraternite e istituzioni religiose, che testimoniano di un gusto stilistico legato alla tradizione.

## Opere

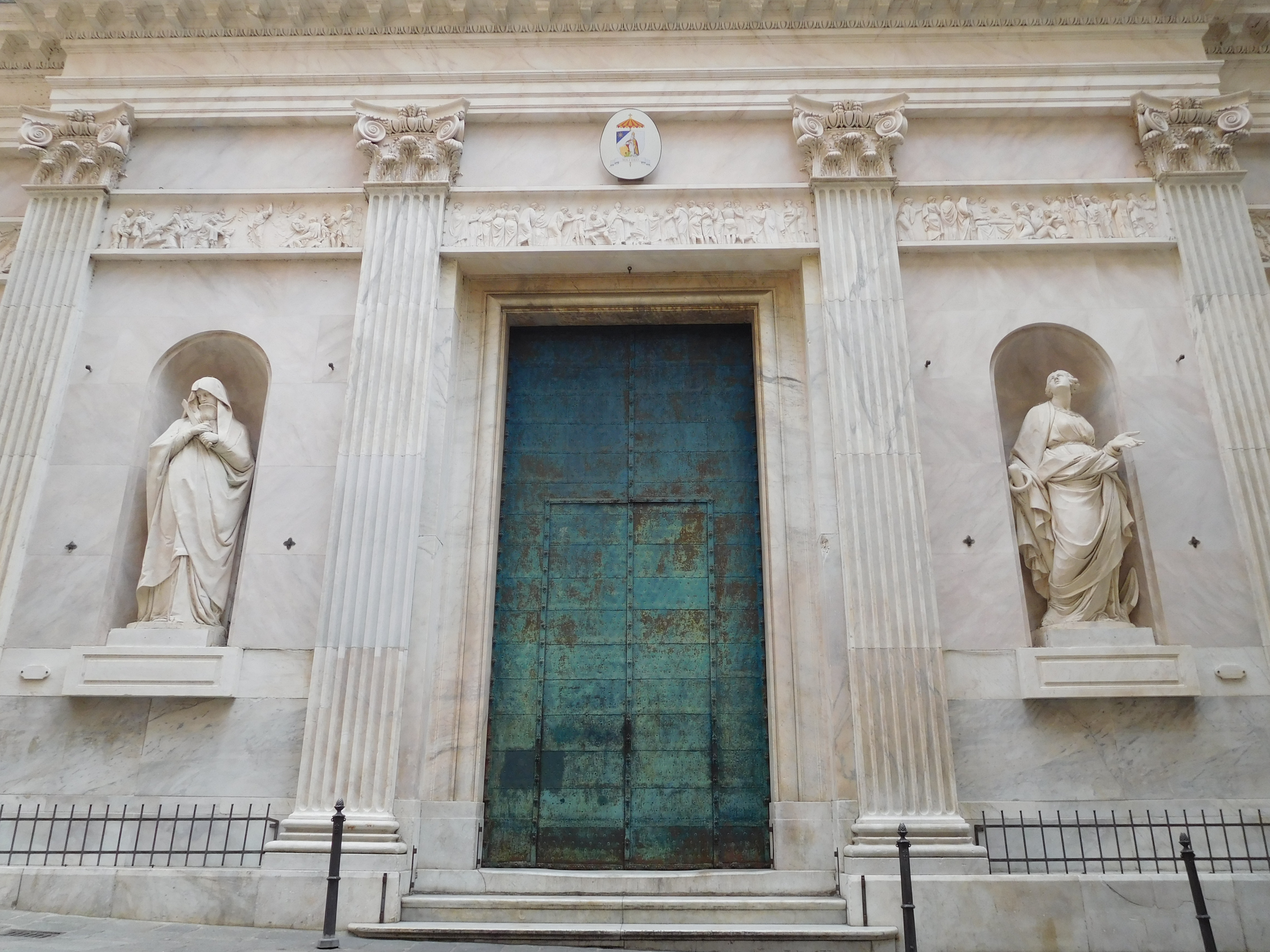
Facciata della basilica di San Siro, con le statue della Fede, di N. Traverso (a sin.) e della Speranza, del Carrea (a destra)

- Commedia (1828), nel pronao del teatro Carlo Felice[4], opera distrutta dai bombardamenti della seconda guerra mondiale[2]
- Danzatrici, in collaborazione con Giuseppe Gagini, nel salone del palazzo Doria-Tursi, oggi sede del comune di Genova[2]
- Gesta della famiglia Vivaldi, sempre in collaborazione con il Gagini, nel salone al piano nobile del palazzo Interiano Pallavicini di piazza delle Fontane Marose[2]
- Decorazioni plastiche raffiguranti dei putti, nella chiesa di S. Stefano, eseguite insieme a Niccolò Traverso e Giovanni Barabino, andate anch'esse distrutte durante la seconda guerra mondiale[2]
- Monumento funebre a Costanza De Fornari Raimondi (1816) nella chiesa di Santa Maria del Prato ad Albaro, andato disperso e del quale restano un medaglione con ritratto e la lapide commemorativa, conservati nel chiostro del convento annesso alla chiesa[2][1]
- Statua raffigurante la Speranza (1820) nella facciata della basilica di San Siro[5]
- Bassorilievo marmoreo raffigurante la Pietà, che orna un portale secondario del palazzo Spinola di Pellicceria[6]
- Statua lignea dell'Immacolata nella chiesa della Santissima Concezione di Genova (1803)[6][1]
- Gruppo ligneo raffigurante la Madonna del Carmine e san Simone, chiesa parrocchiale di San Pietro, Novi Ligure[1]
- Statua lignea della Madonna del Rosario (1802), nella cappella gentilizia dei marchesi Cambiaso, nella tenuta Centuriona di Gavi, luogo natale dello scultore[1]
- Statua lignea dell'Immacolata nella chiesa di San Michele Arcangelo, dei padri cappuccini a Voltaggio[1]
- Tre statue lignee dell'Assunta si trovano rispettivamente nella chiesa di San Giacomo ad Arquata Scrivia[7][8], considerata una delle migliori opere del Carrea[1], nell'oratorio dei Bianchi a Serravalle Scrivia[9] e nell'oratorio dei Turchini a Gavi[1]
- Apostoli Pietro e Paolo (1826), statue in marmo nelle nicchie laterali dell'altare maggiore, nella basilica di Santa Margherita a Santa Margherita Ligure